# Akaroa Lighthouse

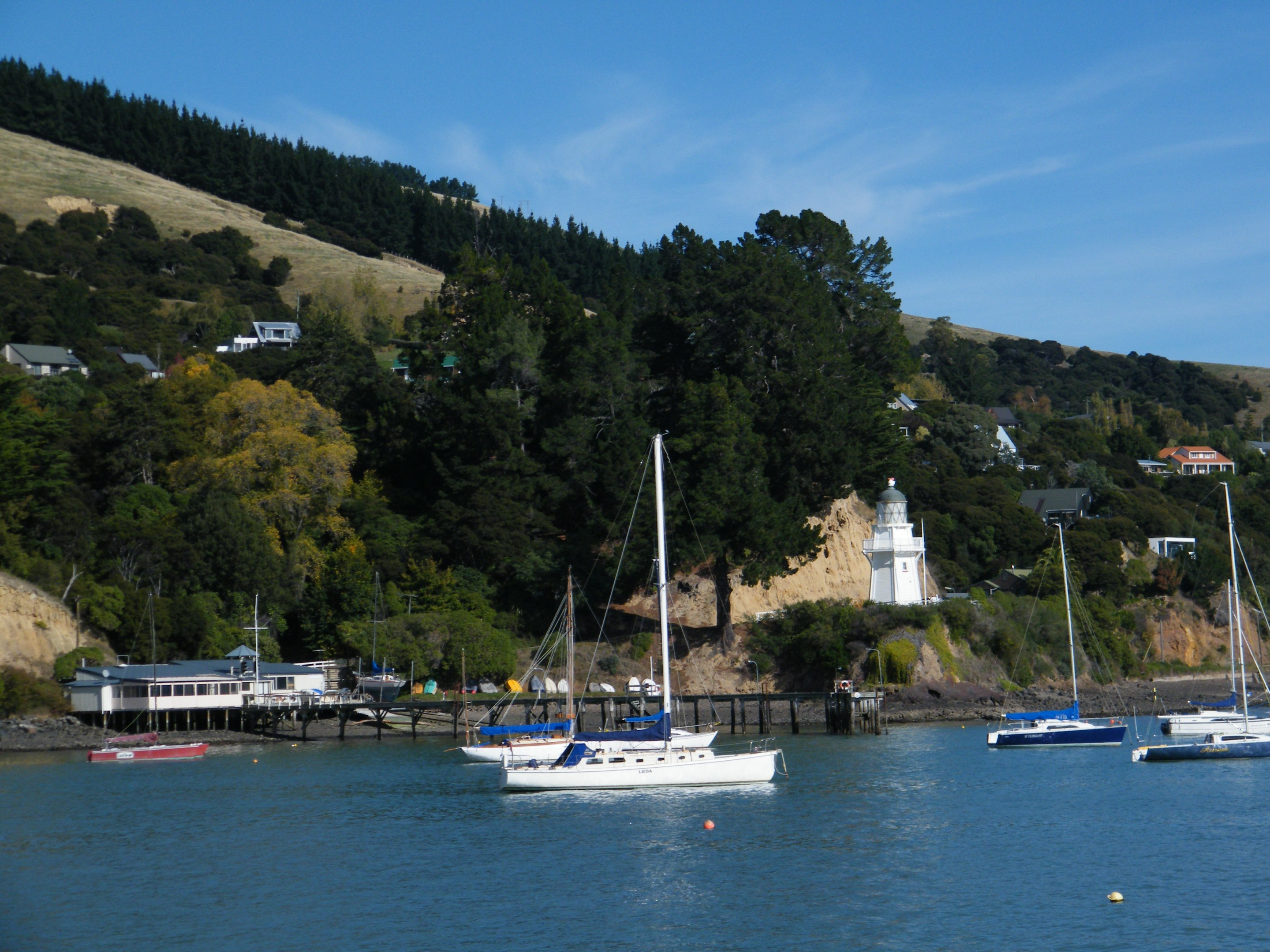
Akaroa Harbour und Leuchtturm

Akaroa Lighthouse ist ein Leuchtturm in  Akaroa auf der Banks Peninsula in der Region Canterbury auf der Südinsel Neuseelands.
Er befindet sich heute in der Beach Road in Akaroa.
Der Leuchtturm wurde am 22. August 1991 vom New Zealand Historic Places Trust unter Nummer 3343 als „Historic Place Category 2“ registriert.
Der Turm wurde 1878 bis 1879 unter Leitung der schottischen Architekten David and Thomas Stevenson auf einem 1875 ausgewählten Platz auf Akaroa Head an der Westseite der Einfahrt zum Akaroa Harbour gebaut. Nachdem der Betrieb 1977 eingestellt worden war, wurde der Turm 1980 in drei Teile zerlegt und am heutigen Standort neu aufgestellt. Das Leuchtfeuer des öffentlich zugänglichen Turmes wird gelegentlich noch bei besonderen Anlässen entzündet.
Der Turm ist einer der wenigen erhaltenen hölzernen Leuchttürme Neuseelands. Besondere Merkmale des Bauwerks sind die dreieckigen Fenster und die Kupferkuppel der Laterne.